# منظمة القتال الاشتراكية الثورية

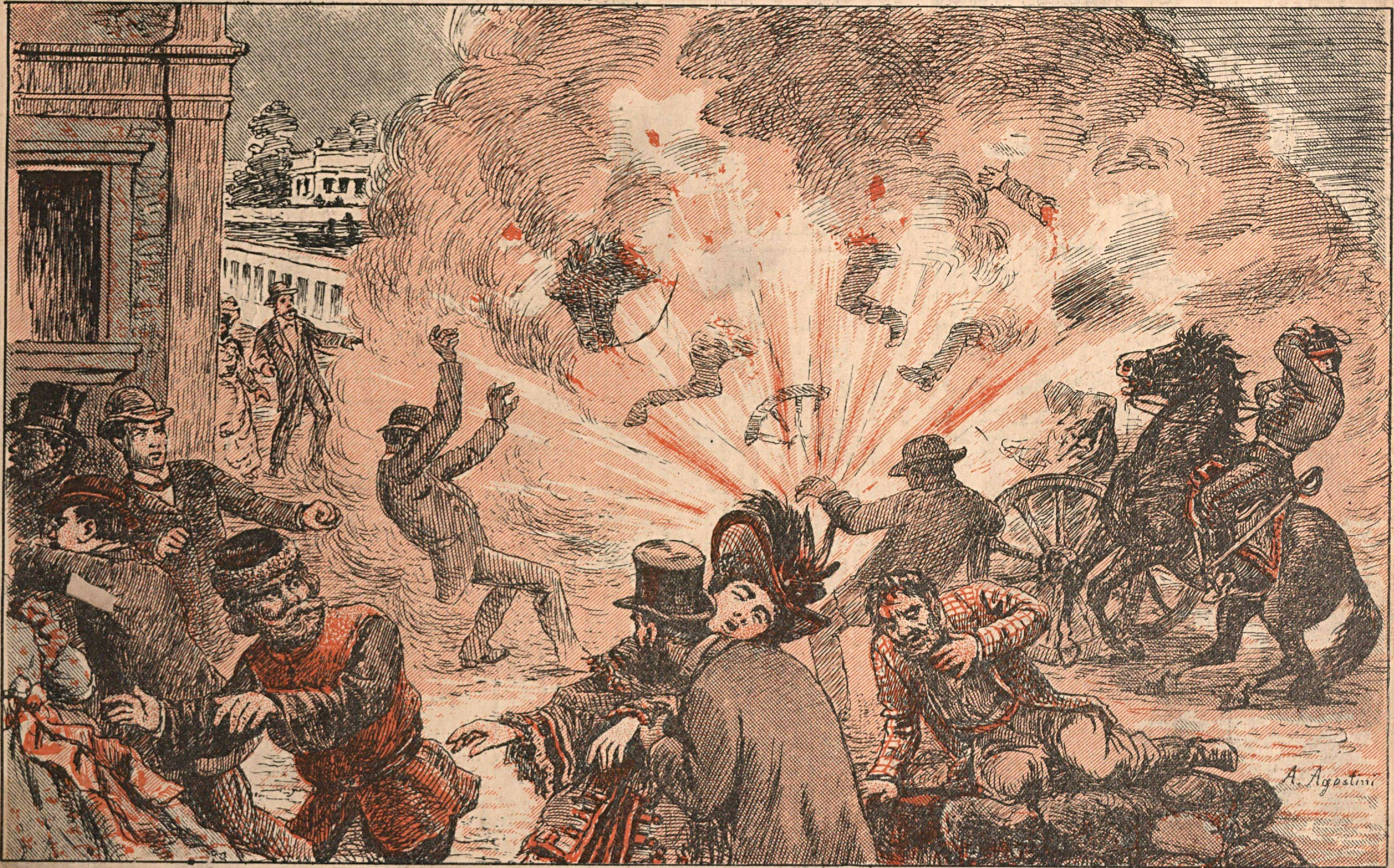

منظمة القتال الاشتراكية الثورية (بالروسية: Боевая Организация)‏ أو منظمة القتال) -- فرع إرهابي داخل الحزب الثوري الاجتماعي في الامبراطورية الروسية. كان فرعي المجموعة الارهابية التي منحت الحكم الذاتي في إطار الحزب.